# آنجلو فرانزوسی
آنجلو فرانزوسی (به ایتالیایی: Angelo Franzosi) بازیکن فوتبال و اهل ایتالیا است که از سال ۱۹۴۷ میلادی عضو تیم ملی فوتبال ایتالیا بوده و در ۲ بازی ملی حضور داشته‌است. او در بازی‌های ملی‌اش ۱ گل دریافت کرد.
آنجلو فرانزوسی آخرین بازی ملی خود را در سال ۱۹۴۸ میلادی انجام داد.